# DP-lejr
En DP-lejr er en (midlertidig) lejr for såkaldte Displaced Persons (DPs). Begrebet blev første gang taget i brug ved oprettelsen af en række af slagsen i Tyskland, Østrig og Italien efter anden verdenskrig.
| Samfund | Spire Denne samfundsartikel er en spire som bør udbygges. Du er velkommen til at hjælpe Wikipedia ved at udvide den. |